# Tháp Bái
Tháp Bái (tiếng Mãn: ᡨᠠᠪᠠᡳ, chuyển tả: Tabai, chữ Hán: 塔拜, 2 tháng 4 năm 1589 – 6 tháng 9 năm 1639), Ái Tân Giác La, người Mãn Châu Chính Bạch kỳ, là Hoàng tử và nhà quân sự thời kỳ đầu nhà Thanh.

## Cuộc đời
Tháp Bái được sinh ra vào giờ Tuất, ngày 18 tháng 2 (âm lịch) năm Vạn Lịch thứ 17 thời nhà Minh (1589), trong gia tộc Ái Tân Giác La. Ông là con trai thứ sáu của Nỗ Nhĩ Cáp Xích, mẹ ông là Thứ phi Nữu Hỗ Lộc thị.
Năm Thiên Mệnh thứ 10 (1625), tháng 10, cùng với A Bái, Ba Bố Thái thảo phạt Đông Hải Nữ Chân Hô Nhĩ Cáp bộ, bắt giữ được hơn 1500 hộ. Khi ông trở lại, được Nỗ Nhĩ Cáp Xích xuất thành nghênh đón, ông được phong Tam đẳng Giáp lạt Chương kinh. Đến tháng 4 năm Thiên Thông thứ 8 (1634), ông được thăng lên Nhất đẳng Giáp lạt Chương kinh. Sau được phong Tam đẳng Phụ quốc Tướng quân.
Năm Sùng Đức thứ 4 (1639), ngày 9 tháng 8, ông qua đời vì bệnh, thọ 51 tuổi. Năm Thuận Trị thứ 10 (1653), ông được truy phong tước Phụ quốc công, thụy "Khác Hậu" (悫厚).

## Gia quyến
- Đích thê: Ngô Tô thị (乌苏氏), con gái của Đại Tô (岱苏).

### Con trai
1. Lạt Bái (喇拜, 6 tháng 7 năm 1605 – 6 tháng 9 năm 1620), mẹ là Ngô Tô thị. Mất sớm, vô tự.
2. Ngạch Khắc Thân (額克親, 3 tháng 12 năm 1609 – 22 tháng 2 năm 1655), mẹ là Ngô Tô thị. Năm 1639 được phong Tam đẳng Phụng quốc Tướng quân, 1 tháng sau phong Tam đẳng Phụ quốc Tướng quân. Năm 1644 nhờ quân công được thăng Nhị đẳng, 3 năm sau thăng Nhất đẳng. Sau được phong Phụ quốc công. Năm 1649 phong Trấn quốc công. 1 năm sau thăng Bối tử. Năm 1653 bị cách tước, phế làm thứ dân. Sau lại được khôi phục thân phận Tông thất, phong Nội đại thần. Từng nhậm Đô thống Mãn Châu Chính Bạch kỳ. Có mười một con trai.
3. Ba Khắc Thân (巴克親, 27 tháng 2 năm 1612 – 20 tháng 2 năm 1639), mẹ là Ngô Tô thị. Vô tự.
4. Ba Mục Bố Nhĩ Thiện (巴穆布爾善, 7 tháng 11 năm 1617 – tháng 6 năm 1669), mẹ là Ngô Tô thị. Năm 1639 tập phong Tam đẳng Phụng quốc Tướng quân từ Ngạch Khắc Thân. Năm 1644 nhờ quân công được thăng Nhị đẳng, 3 năm sau thăng Nhất đẳng. Năm 1649 phong Tam đẳng Trấn quốc Tướng quân, 2 năm sau phong Phụ quốc công. Trong những năm Khang Hi từng nhậm Lĩnh thị vệ Nội đại thần, Đại học sĩ. Năm 1666 bị cách tước, xử tử, hậu duệ bị phế làm thứ dân, sau được khôi phục thân phận Tông thất. Có mười bốn con trai.
5. Tô Ngõa Duyên (蘇瓦延, 7 tháng 5 năm 1619 – 2 tháng 2 năm 1621), mẹ là Ngô Tô thị. Chết yểu.
6. Bạt Đô Hải (拔都海, 18 tháng 10 năm 1622 – 17 tháng 5 năm 1660), mẹ là Ngô Tô thị. Năm 1645 phong Phụng ân Tướng quân. Năm 1649 thăng Tam đẳng Trấn quốc Tướng quân, 2 năm sau phong Phụ quốc công. Sau khi qua đời được truy thụy "Khác Hi" (恪僖). Có bốn con trai.
7. Lạt Đô Hải (喇都海, 18 tháng 12 năm 1623 – 15 tháng 4 năm 1649), mẹ là Ngô Tô thị. Năm 1645 được phong Phụng ân Tướng quân. Sau khi qua đời được truy thụy "Hoài Nghĩa" (怀义). Có một con trai.
8. Ba Đặc Mã Phí Dương Vũ (巴特瑪費揚武, 3 tháng 7 năm 1625 – 17 tháng 2 năm 1649), mẹ là Ngô Tô thị. Năm 1645 được phong Phụng ân Tướng quân. Sau khi qua đời được truy phong Phụ quốc Tướng quân, thụy "Điệu Thương" (悼殇). Có hai con trai.

### Con gái
1. Trưởng nữ (1607 – 1635), mẹ là Ngô Tô thị, gả cho Nội đại thần, Bá tước Đa Nhĩ Tể của Ngô Lạt Đặc bộ Bác Nhĩ Tế Cát Đặc thị.
2. Thứ nữ chết yểu
3. Tam nữ (1616 – 1697), mẹ là Ngô Tô thị, gả cho Na Lạp thị Tắc Tuân (塞倫)
4. Tứ nữ (1620 – 1637), mẹ là Ngô Tô thị, gả cho Bác Nhĩ Tế Cát Đặc thị Sưu Hân (蒐欣).